# Hank Williams III
Hank Williams III blev født i Nashville i 1972, som henholdsvis barnebarn og søn af de to country-musikere Hank Williams og Hank Jr.. Oprørsk af natur, som III er, valgte han dog at fokusere på punkmusikken i starten af sin karriere. 
Da III manglede penge til børnebidrag, lod han sig dog overtale til en pladekontrakt, og første synlige resultat blev 3-generationer-spiller-ud-albummet Three Hanks – 3 Men With Broken Hearts (1996).
Mens han stadig holdt gang i punkkarrieren i de to bands Damn Band og Assjack udgav han i 1999 Risin Outlaw, der bød på 13 honky tonk-numre. Ifølge III selv var pladen dog en direkte fejltagelse, hvilket var et direkte angreb på Curb Records, som den evige rebel førte en lang og sej kamp med over årene.
I 2002 udsendte han Lovesick, Broke & Driften, der bød på akustisk orienteret country med rock- og rootselementer. På pladen havde III selv skrevet 12 numre, mens det 13. var en coverversion af Bruce Springsteens Atlantic City.
Senest udsendte han i 2006 dobbeltalbummet Straight to Hell, der blandede traditionel country med numre hovedsageligt holdt oppe af III's akustiske guitar.

## Diskografi

### Albums
- 1999: Risin' Outlaw
- 2002: Lovesick, Broke & Driftin'
- 2006: Straight to Hell
- 2010: Rebel Within